# Roca del Corb (la Pobla de Lillet)
La Roca del Corb és una muntanya de 1.301 metres que es troba al municipi de la Pobla de Lillet, a la comarca catalana del Berguedà.